# Elimia olivula
Elimia olivula är en snäckart som först beskrevs av Conrad 1834.  Elimia olivula ingår i släktet Elimia och familjen Pleuroceridae. IUCN kategoriserar arten globalt som sårbar. Inga underarter finns listade i Catalogue of Life.